# James Michael Curley

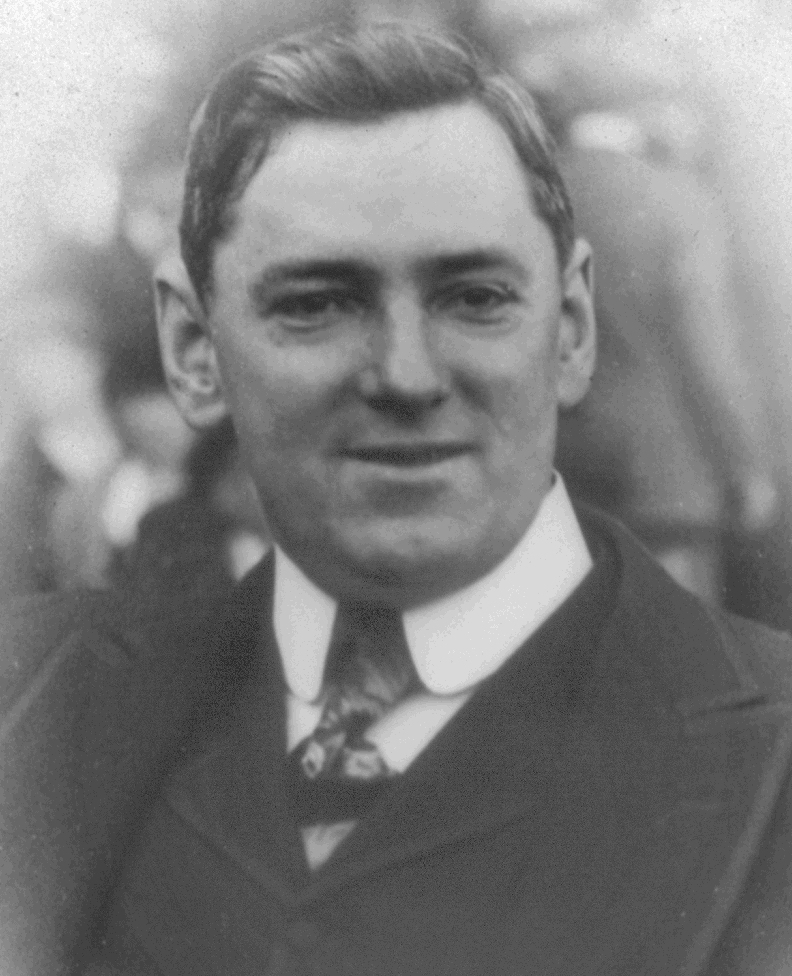
James Michael Curley

James Michael Curley (* 20. November 1874 in Boston, Massachusetts; † 12. November 1958 ebenda) war ein US-amerikanischer Politiker und von 1935 bis 1937 Gouverneur des Bundesstaates Massachusetts. Er war außerdem zweimal Abgeordneter im US-Repräsentantenhaus sowie Bürgermeister von Boston.
Nach ihm ist der „Curley-Effekt“ benannt, bei dem sich Politiker oder Parteien durch ihre großzügige Umverteilungspolitik eine von Transferleistungen abhängige Wählerschaft formen.

## Frühe Jahre
James Curley besuchte die öffentlichen Schulen seiner Heimat. Nach seiner Schulzeit arbeitete er zunächst in der Versicherungsbranche und auf dem Immobilienmarkt. Dann begann er eine lange politische Karriere als Mitglied der Demokratischen Partei. In den folgenden Jahrzehnten übte er viele politische Ämter auf allen politischen Ebenen aus.

## Politische Laufbahn
Von 1900 bis 1902 war Curley Mitglied im Stadtrat der Stadt Boston und von 1902 bis 1904 war er Abgeordneter im Repräsentantenhaus von Massachusetts. Danach war er wieder im Stadtrat von Boston, ehe er zwischen dem 4. März 1911 und dem 4. Februar 1914 seinen Staat als Abgeordneter im Kongress vertrat. Dieses Mandat legte er nach seiner Wahl zum Bürgermeister der Stadt Boston nieder. Zwischen 1914 und 1934 war er mit zwei Unterbrechungen Bürgermeister dieser Stadt. Im Jahr 1918 kandidierte er erfolglos für eine Rückkehr in das US-Repräsentantenhaus. Eine Kandidatur für das Amt des Gouverneurs von Massachusetts im Jahr 1924 blieb ebenso erfolglos.
Im November 1934 wurde Curley dann aber mit 50:42 Prozent der Stimmen gegen den republikanischen Vizegouverneur Gaspar G. Bacon zum neuen Gouverneur seines Staates gewählt. Dieses Amt übte er zwischen dem 3. Januar 1935 und dem 7. Januar 1937 aus. In dieser Zeit wurden die Folgen der Weltwirtschaftskrise allmählich überwunden. Die Arbeitsbeschaffungsmaßnahmen begannen zu greifen. Damals wurde auch die Rentenversicherung in Massachusetts eingeführt. Der Gouverneur setzte sich auch für die Umwelt, und hier insbesondere für den Erhalt der Wälder ein. Im Jahr 1936 kandidierte James Curley erfolglos für einen Sitz im US-Senat. Ebenso erfolglos blieben seine beiden Kandidaturen der Jahre 1937 und 1941 für eine Rückkehr in das Amt des Bürgermeisters von Boston.
Zwischen 1941 und 1942 war Curley Mitglied des Democratic National Committee. Zwischen Januar 1943 und Januar 1947 saß er nochmals im Kongress. Danach war er bis 1950 ein weiteres Mal Bürgermeister der Stadt Boston. Seine Laufbahn hatte auch ihre Schattenseiten. Im Jahr 1947 wurde er wegen Betrugs zu fünf Monaten Gefängnis verurteilt. Trotzdem konnte er weiter Bürgermeister in Boston bleiben. James Curley starb im Jahr 1958. Er war zweimal verheiratet und hatte insgesamt sieben Kinder, von denen einige noch vor ihm verstarben.